# Dida (langue)
Pour les articles homonymes, voir Dida.
Le dida  (dougako ou brabori, dieko, gabo, satro, ziki) est une langue de Côte d'Ivoire, en Afrique de l'Ouest. Elle fait partie du groupe des langues kru.

## Variétés
Le SIL International, organisme délivrant les codes ISO 639-3, recense quatre variétés pour la sous-famille du dida :
- dic : le dida de Lakota
- gud : le dida de Yocoboué (Divo, Lozoua)
- gie : le guébié
- ney : le néyo

Glottolog regroupe ses mêmes langues de la façon suivante :
- neyo-dida
  - dida
    - guébié-dida de Lakota
      - gabogbo (guébié)
      - dida de Lakota

    - dida de Yocoboué

  - néyo

## Écriture
| a | b | bh | c | d | e | ɛ | f | g | gb | gh | gw | i | ɩ | j | k | kp | kw | l | m | n | ny | ŋ | ŋw | o | ɔ | p | s | t | u | ʋ | v | w | y | z |

Le ton haut est indiqué à l’aide de l’accent aigu et le ton bas à l’aide de l’accent grave. Le ton moyen est non marqué.